# Serge Mongrain
Serge Mongrain, né en 1948, est un artiste, photographe, poète et romancier québécois,.

## Biographie
Serge Mongrain vit au Québec et habite la Mauricie,.
En plus de signer des textes dans plusieurs ouvrages collectifs, ses photographies sont exposées tant au Québec qu'à l'international. Il collabore notamment dans les revues Le Sabord, Estuaire, Ciel Variable, Urgence, Lumières d'Equinoxes, Collectif de la Chambre Blanche, Border Lines #28, Espace global Magazine, Pléiade Edizioni Universum, La performance au Canada, Inter Coach Press 1991, Manoeuvres Inter 1992 ainsi que L'Action Nationale,,.
En poésie, il fait paraître de nombreux titres dont L'objet des sens, (Éditions du Noroît, 1996), Brouillard (Éditions du Noroît, 1999), Le dimanche je suis amoureux de la mer (Les Heures bleues, 2005), Insoumission (Éditions du Noroît, 2008), Abstractions (Écrits des Forges, 2009), Dehors, toutes voiles dehors (Éditions du Noroît, 2014) ainsi que Murmure des vagues (Éditions du Noroît, 2020),.
Comme romancier, il publie deux titres, soit Gladys (Éditions d'art Le Sabord, 200) ainsi que Cette inlassable volupté (Éditions Trois-Pistoles, 2013),.
En 1997, il reçoit le titre de Personnalité des Salons du livre, décerné par l'Association québécoise des Salons du livre.
Il est finaliste du Prix de littérature Gérald-Godin (2000, 2013) et il en est récipiendaire en 2003.
Il est membre de l'Union des écrivaines et des écrivains québécois.

## Œuvres

### Poésie
- L'Oeil de l'idée, Trois-Rivières, Écrits des forges, 1988, 57 p. (ISBN 2890461297)
- Le calcul des heures, Trois-Rivières, Écrits des forges, 1992, 57 p. (ISBN 2890462676)
- L'objet des sens, Montréal, Éditions du Noroît, 1996, 65 p. (ISBN 2-89018-343-2)
- Brouillard, Montréal, Éditions du Noroît, 1999, 74 p. (ISBN 2-89018-429-3)
- Le dimanche je suis amoureux de la mer, avec quatre dessins de l'auteur, Montréal, Les Heures bleues, 2005, 76 p. (ISBN 2-922265-32-3)
- Ghetto, Trois-Pistoles, Éditions Trois-Pistoles, 2008, 129 p. (ISBN 978-2-89583-171-6)
- Insoumission, Montréal, Éditions du Noroît, 2008, 73 p. (ISBN 978-2-89018-634-7)
- Je ne suis pas très intelligent, Trois-Pistoles, Éditions Trois-Pistoles, 2009, 106 p. (ISBN 978-2-89583-206-5)
- Abstractions, Trois-Rivières, Écrits des Forges, 2009, 56 p. (ISBN 978-2-89645-114-2)
- Autour du salon, Trois-Rivières, Écrits des Forges, 2012, 70 p. (ISBN 9782896452231)
- Les classiques du show, Trois-Pistoles, Éditions Trois-Pistoles, 2014, 73 p. (ISBN 9782895832959)
- Dehors, toutes voiles dehors, Montréal, Éditions du Noroît, 2014, 75 p. (ISBN 9782890188679)
- Murmure des vagues, Montréal, Éditions du Noroît, 2020, 104 p. (ISBN 9782897662288)

### Essai
- Simplement écrire, Trois-Pistoles, Éditions Trois-Pistoles, 2011, 134 p. (ISBN 978-2-89583-251-5)

### Romans
- Gladys, Trois-Rivières, Éditions d'art Le Sabord, 2002, 101 p. (ISBN 2-922685-18-7)
- Cette inlassable volupté, Trois-Pistoles, Éditions Trois-Pistoles, 2013, 145 p. (ISBN 9782895832768)

## Prix et honneurs
- 1997 - Récipiendaire : Titre de Personnalité des Salons du livres[9]
- 2000 - Finaliste : Prix de littérature Gérald-Godin (pour Brouillard)[10]
- 2003 - Récipiendaire : Prix de littérature Gérald-Godin (pour Gladys)[11]
- 2013 - Finaliste : Prix de littérature Gérald-Godin (pour Autour du salon)[12]